# Brădeanca (okręg Braiła)
Brădeanca – wieś w Rumunii, w okręgu Braiła, w gminie Jirlău. W 2011 roku pozostawała niezamieszkana.